# Benjamin Zander
 (avril 2019).
Si vous disposez d'ouvrages ou d'articles de référence ou si vous connaissez des sites web de qualité traitant du thème abordé ici, merci de compléter l'article en donnant les références utiles à sa vérifiabilité et en les liant à la section « Notes et références ».
Pour les articles homonymes, voir Zander.
Benjamin Zander, né le 9 mars 1939 à Gerrards Cross (Buckinghamshire, Angleterre), est un chef d'orchestre britanno-américain. Il donne aussi des conférences dans les domaines de créativité et de leadership, entre autres selon la méthode Landmark Education.

## Biographie
Il est le quatrième enfant d'une famille juive allemande. Ses parents ont fui Berlin pour gagner l'Angleterre afin de fuir le nazisme. Son père, Walter, était un avocat, orientaliste et musicien, qui a même joué sous Arthur Nikisch. Benjamin joue du violoncelle et du piano depuis son plus jeune âge et a composé pour la première fois à l'âge de 9 ans. Il fut l’élève de Benjamin Britten, puis de Imogen Holst. À 12 ans, il entre à l'orchestre national britannique des jeunes en tant que violoncelliste.  Il continue ses études de musique en Italie (Florence et Sienne) puis en Allemagne (Cologne). En 1965, il est reçu à l’Université Brandeis puis à Harvard. Il s'installera ensuite à Boston.
En 1979, il fonde l'Orchestre Philharmonique de Boston, qu'il dirige jusqu’à aujourd’hui. Il enseigne aussi au Conservatoire de la Nouvelle-Angleterre (Boston, Massachusetts).
Il est aussi un écrivain et orateur, et a effectué des études de littérature anglaise.